# يسبر كنودسن
يسبر كنودسن (بالدنماركية: Jesper Knudsen)‏ هو رسام دنماركي، ولد في 1964.